# Teater Kolibri

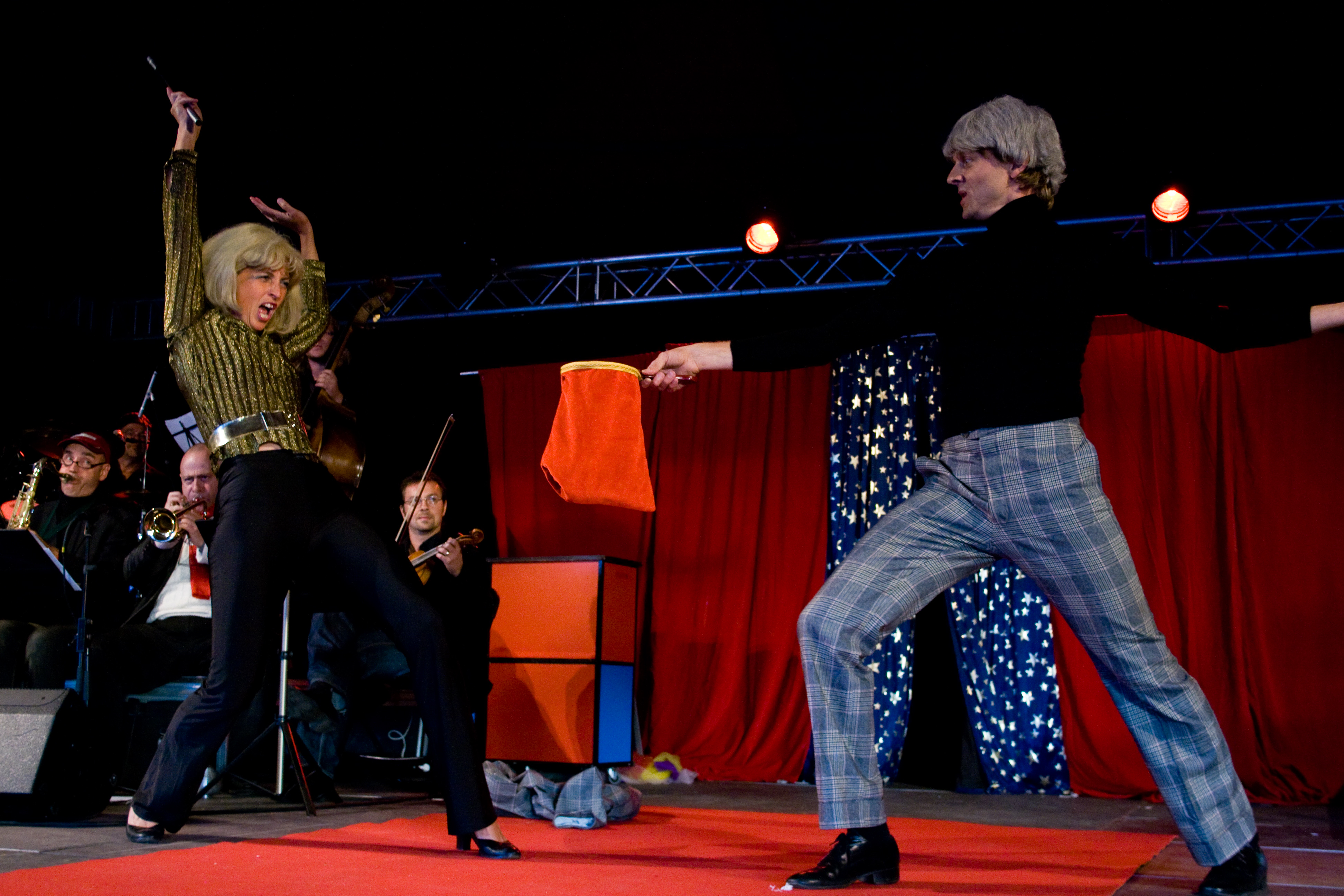
Teater Kolibri uppträder på Trädgårdsföreningen i Göteborg, 18 augusti 2007

Teater Kolibri grundades 1988 av Tinna Ingelstam, Martin Bröns, Wolfgang Weiser och Kristin Rode som alla då var elever vid Commedia School i Köpenhamn. 1990 flyttade teatergruppen till Göteborg där den fortfarande är verksam. Gruppen skriver, producerar och framför sina egna föreställningar.
Sedan 2007 driver Teater Kolibri tillsammans med Malte Knapp och Fredrik Borgström konceptet "Expedition Cirkus", en teambuilding- och konferensaktivitet där företag eller organisationer får möjlighet att skapa och vara med i sina egna cirkusföreställningar.

## Föreställningar
- 1987 - "Clownkompott"
- 1988 - "Variete Alexandra"
- 1989 - "Her har vi hatt"
- 1990 - "Circus Knödel"
- 1992 - "Skrot"
- 1993 - "Bubblan"
- 1994 - "Frida Fram"
- 1994 - "Imtrim Trimmelim"
- 1995 - "Abel von Snabel" (idé, regi och scenografi av ensemblen)
- 1995 - "We love you so much" (text Lina Ekdahl, regi Marie Feldtman)
- 1995 - "Hilding har röda skor"
- 1996 - "La Strada"  (fritt efter Fellini, regi Janne Wettre)
- 1998 - "Vera och Vera" (text Lina Ekdahl, regi Stina Hedberg)
- 1998 - "Hipsomhappyshow" (regi ensemblen)
- 1999 - "Rent Bord" (text ensemblen, regi Anatole Sternberg)
- 2000 - "Soa och Tom" (text ensemblen, regi Anatole Sternberg)
- 2001 - "Sanningen" (text ensemblen, regi Anatole Sternberg)
- 2002 - "En rövarhistorie"
- 2004 - "Wilmer och Wilma" (regi ensemblen)
- 2004 - "Standby" (regi ensemblen)